# فوهة بارينجر
فوهة بارينجر (بالإنجليزية: Barringer Crater)‏ معروفة أيضًا باسم ميتيور كريتر (بالإنجليزية: Meteor Crater)‏ هي فوهة صدمية نيزكية تقع على بعد 37 ميلًا (60 كم) شرق فلاجستاف و18 ميلًا (29 كم) غرب وينسلو في صحراء أريزونا في الولايات المتحدة، ولأن مجلس الولايات المتحدة المعني بالأسماء الجغرافية عادة ما يستمد أسماء المعالم الطبيعية من أقرب مكتب بريد، فقد اكتسب المَعْلَم الاسم (ميتيور كريتر) من مكتب البريد المجاور المسمى ميتيور. عُرف الموقع سابقًا باسم فوهة أخدود ديابلو (بالإنجليزية: Canyon Diablo Crater)‏ وتسمى شظايا النيزك باسم نيزك أخدود ديابلو. يشير العلماء إلى الفوهة بفوهة بارينجر تكريمًا لدانيال بارينجر، الذي كان أول من اقترح أنها نتاج اصطدام نيزك. الفوهة هي ملكية خاصة لعائلة بارينجر من خلال شركة فوهة بارينجر الخاصة بهم، التي تعلن أنها «أفضل فوهة نيزكية محفوظة على الأرض».
على الرغم من أهميتها كموقع جيولوجي، فالفوهة ليست محمية كمعلم تذكاري وطني، وهو وضع يتطلب ملكية فيدرالية، تم تعيينها كمَعْلَم وطني طبيعي في نوڤمبر 1967.
تقع فوهة بارينجر على ارتفاع حوالي 1,740 متر (5,710 قدم) فوق مستوى سطح البحر، ويقدر قطرها بحوالي 1,200 متر (3,900 قدم)، ويقدر عمقها بحوالي 170 متر (560 قدم)، وتحيط بها حافة بارتفاع 45 متر (148 قدم) أعلى من الأراضي المحيطة بها.

## الحدث
كان سقوط النيزك قبل نحو 50.000 سنة. وكان مناخ الأرض في ذلك الزمن في هضبة كولورادو أقل حرارة ورطبا. كانت الحشائش تغطي المنطقة وتحفها الغابات وكان يعيش فيها الماموث ذو الشعر الطويل وحيوانات أخرى ومنها الجمال.
كان يحتوي في أغلبه على فوهة بارينجر بقطر 45 متر، وكان النيزك يزن نحو 300.000 طن ويحتوي الحديد. سقط بسرعة بين 15 - 30 كيلومتر في الثانية 
```
(~
 
55.000–110.000
 
km/h). وتسبب السقوط في حدوث انفجار كبير يقدر بثلاثة أضعاف الإنفجار الذي أحدثه 
تونغوستا
. وكانت الصدمة المباشرة تزيد عن صلابة الطبقات الصخرية في المنطقة وتسسبت في حدوث موجة ضغطية انتشرت دائريا من نقطة الاصطدام. بذلك تحركت كمية صخرية من الموقع تقدر بنحو 175 مليون طن حول موقع الاصطدام، وكان من ضمنها كتل حجرية من الحجر الجيري تبلغ مقاييسها بنحو 30 متر. عند نقطة الاصطدام انصهرت الأرضية وتبخر بعضها، وفي نفس الوقت حدث زلزال تقدر قوته بنحو 5و5 من 
مقياس درجة العزم
 . 
```

وقضي سقوط النيزك على حياة الكائنات في محيط 4 كيلومتر من موقع سقوطه، وانتشرت الكرة اللهبية منه إلى نحو 10 كيلومترات من مركز السقوط، وانتشرت الموجة الضغطية الناشئة بسرعة تقدر بنحو 2.000 كيلومتر في الساعة في محيط يقدر بين 14 إلى 22 كيلومتر. ووصلت قوة الموجة الضغطية إلى سرعة إعصار على بعد 40 كيلومتر. وعلى الرغم من شدة هذا الاصطدام فلم يحدث هذا السقوط تأثيرا على الأرض حول موقع السقوط، حيث عادت الحياة من جديد إلى المنطقة من نباتات وحيوان خلال مئة عام.